# Gregorio Theodoli
Pour les articles homonymes, voir Theodoli.
Gregorio Theodoli     (né à Forlì, en Émilie-Romagne, Italie, et mort en 1227 à Anagni) est un cardinal italien du XIIIe siècle.

## Biographie
Le pape Innocent III le crée cardinal lors du consistoire de 1216.  Le cardinal Theodoli participe  à l'élection d' Honorius III en  1216 et  à l'élection de Grégoire IX en 1227. Le cardinal est légat à  Ravenne et en  Campanie.